# خوان سباستيان سانشيز
خوان سباستيان سانشيز (بالإنجليزية: Juan Sebastían Sánchez)‏ (29 يونيو 1997 ببيرو - ) هو لاعب كرة قدم أمريكي في مركز الهجوم. لعب مع نيو يورك ريد بولز 2 وTulsa Golden Hurricane men's soccer ‏.

## وصلات خارجية
- خوان سباستيان سانشيز على موقع قاعدة بيانات كرة القدم.إي يو (الإنجليزية)
- خوان سباستيان سانشيز على موقع Soccerway.com (الإنجليزية)